# William Roberts (scénariste)
Pour les articles homonymes, voir William Roberts (homonymie) et Roberts.
William S. Roberts, né à Los Angeles (Californie, États-Unis) le 4 septembre 1913 et mort dans la même ville le 5 mars 1997, est un scénariste américain.

## Biographie
Roberts est le créateur de la sitcom de la chaîne ABC, The Donna Reed Show.
William Roberts meurt en 1997 d'une insuffisance respiratoire.

## Filmographie partielle
comme scénariste
- 1959 : Comment dénicher un mari (The Mating Game) de George Marshall
- 1960 : Les Sept Mercenaires (The Magnificent Seven) de John Sturges
- 1962 : Les Amours enchantées ou Les Merveilleux contes de Grimm (The Wonderful World of the Brothers Grimm) de George Pal
- 1963 : Les Filles de l'air (Come Fly with Me) de Henry Levin
- 1969 : Le Pont de Remagen (The Bridge at Remagen) de John Guillermin
- 1973 : Last American Hero (The Last American Hero) de Lamont Johnson
- 1975 : La Brigade du Texas (Posse) de Kirk Douglas
- 1981 : Le Justicier solitaire (The Legend of the Lone Ranger) de William A. Fraker
- 1983 : Le Justicier de minuit (10 to Midnight) de J. Lee Thompson